# Général Gallieni (rose)
'Général Gallieni' est un cultivar de rosier thé obtenu en 1899 par Gilbert Nabonnand dans sa pépinière de Golfe-Juan. Il est baptisé en hommage au général Joseph Gallieni (1849-1916), à l'époque gouverneur de Madagascar, et élevé à la dignité de maréchal de France en 1921 à titre posthume. Il est issu d'un croisement 'Souvenir de Thérèse Levet' (Levet, 1882) × 'Reine Emma des Pays-Bas' (Nabonnand, 1879).

## Description
Son buisson bien ramifié est vigoureux et très florifère, surtout sous les climats doux. Il peut s'élever à 200 cm pour une largeur de 90 cm à 180 cm. Ses boutons sont pointus et d'un rouge bordeaux. Ses fleurs évoluent vers le rouge ponceau et le cœur peut refléter des nuances crème. Elles sont grandes, doubles (17-25 pétales) et pleines. La floraison est remontante.
Sa zone de rusticité est de 7b à 9b. Il aime la chaleur, se plaît dans les situations ensoleillées et supporte la mi-ombre en climat méditerranéen. Il supporte peu les hivers froids.
Ce cultivar est toujours prisé des amateurs de roses historiques grâce à sa couleur originale et à son caractère très florifère. Il est très présent en Italie, en Australie, en Nouvelle-Zélande et en Argentine. Ses tiges sont peu épineuses et ses roses s'adaptent bien en vase.